# Venturia bolibasalis
Venturia bolibasalis är en stekelart som först beskrevs av Morley 1926.  Venturia bolibasalis ingår i släktet Venturia och familjen brokparasitsteklar. Inga underarter finns listade i Catalogue of Life.